# Magnificat (Bach)
A Magnificat (BWV 243) Johann Sebastian Bach 12-tételes latin nyelvű liturgikus zeneműve. Egy korai és egy későbbi változata létezik, utóbbit gyakrabban játsszák és összességében Bach egyik legnépszerűbb zeneműve.

## Keletkezésének, bemutatásának története
Bach 1723-ban, 38 évesen lett a lipcsei evangélikus Tamás-templom karnagya, ahol, bár az általános vasárnapi istentisztelet természetesen német nyelven folyt, nagyobb ünnepeken gyakran alkalmazták az eredeti latin liturgikus szövegeket. Így Bach Magnificatja eredetileg ebben az évben a karácsonyi ünnepkörre keletkezett kórusos-zenekari mű.
Az ismertebb, D-dúr hangnembe átírt verzió, ami a ma általában hallható, népszerűbb változat tíz évvel később keletkezett. Ma általában erre gondolunk Bach Magnificatja alatt. Teljes körű, jó minőségű kiadására viszonylag sokat kellett várni, így elsősorban a XIX. század óta népszerű, sokszor előadott darab.

## Legfőbb jellemzői
- Magnificat: EsurientesA 9. Esurientes tétel egyszerű midi lejátszásban fuvolával és fagottal (Fluid GMSF)

Nem tudod lejátszani a fájlt?
A Magnificat 12 tételes zenemű, Bach első nagy jelentőségű latin nyelvű darabja. Témájának megfelelően dúr alaphangnemű, és alaphangvételét az életöröm határozza meg, így szellemisége mellett kétségkívül ez is adja a népszerűségét.
A szöveget alapvetően Lukács evangéliuma latin fordításának 1:45 és 1:55 közötti szövege adja az alábbi táblázatban látható módon:
| Hagyományos szakaszbeosztás | Hagyományos szakaszbeosztás                                                                   | Szövegforrás | Bach Magnificatjában |
| --------------------------- | --------------------------------------------------------------------------------------------- | ------------ | -------------------- |
| 1.                          | Magnificat anima mea Dominum.                                                                 | Lukács 1:46  | 1. tétel             |
| 2.                          | Et exultavit spiritus meus in Deo salutari meo.                                               | Lukács 1:47  | 2. tétel             |
| 3.                          | Quia respexit humilitatem ancillae suae ecce enim ex hoc beatam me dicent omnes generationes. | Lukács 1:48  | 3. és 4. tétel       |
| 4.                          | Quia fecit mihi magna qui potens est et sanctum nomen ejus.                                   | Lukács 1:49  | 5. tétel             |
| 5.                          | Et misericordia ejus a progenie in progenies timentibus eum.                                  | Lukács 1:50  | 6. tétel             |
| 6.                          | Fecit potentiam in brachio suo dispersit superbos mente cordis sui.                           | Lukács 1:51  | 7. tétel             |
| 7.                          | Deposuit potentes de sede et exaltavit humiles.                                               | Lukács 1:52  | 8. tétel             |
| 8.                          | Esurientes implevit bonis et divites dimisit inanes.                                          | Lukács 1:53  | 9. tétel             |
| 9.                          | Suscepit Israel puerum suum recordatus misericordiae suae.                                    | Lukács 1:54  | 10. tétel            |
| 10.                         | Sicut locutus est ad patres nostros Abraham et semini ejus in saecula.                        | Lukács 1:55  | 11. tétel            |
| 11.                         | Gloria Patri, et Filio et Spiritui Sancto.                                                    | Doxológia    | 12. tétel            |
| 12.                         | Sicut erat in principio, et nunc, et semper et in saecula saeculorum. Amen.                   | Doxológia    | 12. tétel            |

## Fordítás
Ez a szócikk részben vagy egészben  a   Magnificat (Bach) című angol Wikipédia-szócikk fordításán alapul.  Az eredeti cikk szerkesztőit annak laptörténete sorolja fel. Ez a jelzés csupán a megfogalmazás eredetét és a szerzői jogokat jelzi, nem szolgál a cikkben szereplő információk forrásmegjelöléseként.